# Kesarhatti, Gangawati
Kesarhatti là một làng thuộc tehsil Gangawati, huyện Koppal, bang Karnataka, Ấn Độ.